# Mailand–Sanremo 2025
Das Straßenradrennen Mailand–Sanremo 2025 war die 116. Austragung des italienischen Eintagesrennens. Das Rennen fand am 22. März statt und ist Teil der UCI WorldTour 2025. Mailand–Sanremo gehört wie die Flandern-Rundfahrt, Paris-Roubaix, Lüttich-Bastogne-Lüttich und Il Lombardia zu den Monumenten des Radsports. Zuvor fand am selben Tag zum ersten Mal seit 20 Jahren auch ein Frauenrennen statt.
Den Sieg sicherte sich der Niederländer Mathieu van der Poel (Alpecin-Deceuninck), der sich im Sprint vor Filippo Ganna (Ineos Grenadiers) und Tadej Pogačar (UAE Team Emirates-XRG) durchsetzte. Das Trio hatte sich zuvor rund 24 Kilometer vor dem Ziel im Anstieg der Cipressa von den restlichen Fahrern abgesetzt.

## Teilnehmende Mannschaften und Fahrer
Neben den 18 UCI WorldTeams gingen auch 7 UCI ProTeams bei dem Rennen an den Start. Für jedes Team waren sieben Fahrer startberechtigt, wobei mit Simon Clarke (Israel-Premier Tech) und Cedric Beullens (Lotto) zwei Fahrer das Rennen nicht in Angriff nahmen.
Mit Jasper Philipsen, Mathieu van der Poel (beide Alpecin-Deceuninck), Matej Mohorič (Bahrain Victorious), Jasper Stuyven (Lidl-Trek), Julian Alaphilippe (Tudor Pro Cycling Team) und John Degenkolb (Team Picnic PostNL) starteten sieben ehemalige Sieger bei der 116. Austragung.
Als Favoriten galten Fahrer die das Rennen entweder am „Poggio“ oder im Sprint aus einer größeren Gruppe für sich entscheiden können. Hier waren in erster Linie Mathieu van der Poel und Tadej Pogačar (UAE Team Emirates-XRG) zu nennen. Mathieu van der Poel griff nach seinem siebten Cyclocross-Weltmeistertitel erst im März in die Straßensaison ein und gewann dabei Le Samyn. Im Anschluss bereitete er sich bei Tirreno–Adriatico auf das erste Monument des Jahres vor. Tadej Pogačar setzte sich zunächst bei der UAE Tour durch, ehe er zum dritten Mal die Strade Bianche für sich entschied. Der amtierende Weltmeister konnte Mailand–Sanremo im Gegensatz zu Mathieu van der Poel noch nicht gewinnen, stand jedoch im vergangenen Jahr als Dritter auf dem Podest. Dem Slowenen wurde zudem immer wieder ein Angriff auf dem vorletzten Anstieg der Cipressa zugetraut. Wout van Aert (Team Visma-Lease a Bike) bestritt das Rennen wie im Vorjahr nicht.
Weitere Klassiker-Spezialisten waren: Mads Pedersen, Jasper Stuyven (beide Lidl-Trek), Thomas Pidcock (Q36.5 Pro Cycling Team),  Julian Alaphilippe (Tudor Pro Cycling Team), Filippo Ganna (Ineos Greandiers), Maxim Van Gils, Laurence Pithie (beide Red Bull-Bora-hansgrohe), Matej Mohorič (Bahrain Victorious), Alberto Bettiol (XDS Astana Team), Kasper Asgreen, Neilson Powless (beide EF Education-EasyPost), Iván García Cortina (Movistar Team), Magnus Cort Nielsen (Uno-X Mobility) und Romain Grégoire (Groupama-FDJ).
Im Falle eines Sprints einer größeren Gruppe galten der Titelverteidiger Jasper Philipsen, sowie Jonathan Milan (Lidl-Trek), Biniam Girmay (Intermarché-Wanty), Michael Matthews (Team Jayco AlUla) und Olav Kooij (Team Visma-Lease a Bike) als mögliche Sieganwärter.
| UCI WorldTeams | UCI WorldTeams                  | UCI WorldTeams | UCI WorldTeams          | UCI WorldTeams | UCI WorldTeams          | UCI ProTeams | UCI ProTeams                  |
| -------------- | ------------------------------- | -------------- | ----------------------- | -------------- | ----------------------- | ------------ | ----------------------------- |
| ADC            | Alpecin-Deceuninck              | IGD            | Ineos Grenadiers        | DFP            | Team Picnic PostNL      | IPT          | Israel-Premier Tech           |
| ARK            | Arkéa-B&B Hotels                | GFC            | Intermarché-Wanty       | TVL            | Team Visma-Lease a Bike | LOT          | Lotto                         |
| TBV            | Bahrain Victorious              | LTK            | Lidl-Trek               | UAD            | UAE Team Emirates-XRG   | Q36          | Q36.5 Pro Cycling Team        |
| COF            | Cofidis                         | MOV            | Movistar Team           | XAT            | XDS Astana Team         | TFT          | Solution Tech-Vini Fantini    |
| DAT            | Decathlon AG2R La Mondiale Team | RBH            | Red Bull-Bora-hansgrohe |                |                         | TUD          | Tudor Pro Cycling Team        |
| EFE            | EF Education-EasyPost           | SOQ            | Soudal Quick-Step       |                |                         | UXM          | Uno-X Mobility                |
| GFC            | Groupama-FDJ                    | JAY            | Team Jayco AlUla        |                |                         | VBF          | VF Group-Bardiani CSF-Faizanè |

## Streckenführung
Der Start erfolgte rund 30 Kilometer südlich von Mailand in Pavia. Mit einer Länge von 289 Kilometern war die 116. Austragung zudem nur um einen Kilometer länger als im Vorjahr, wenngleich sich die Streckenführung auf der zweiten Rennhälfte nicht verändert hatte. Mit dem Passo del Turchino, der Cipressa und dem Poggio hielt die Organisation somit an den drei bekanntesten Passagen des Rennens fest.
Der neutralisierte Start erfolgte in Pavia auf dem Piazza della Vittoria unweit des Dom von Pavia. Über die Strada Nuova führte die Strecke im Anschluss Richtung Norden, ehe es über den Piazza Castello auf die Via Torquato Tasso und Via Vigentina ging. Nach vier Kilometern wurde das Rennen auf der SP205 kurz nach der Kreuzung mit der SS617 freigegeben. Die ersten Kilometer führten auf einer Schleife über Zeccone und Certosa di Pavia zurück nach Pavia, bevor Casteggio, Voghera, Rivanazzano Terme und Tortona durchfahren wurden. Über Pozzolo Formigaro und Novi Ligure ging es im Anschluss weiter in Richtung Süden, ehe die Fahrer bei Basaluzzo die nördlichen Ausläufer des Apennin erreichten. Bei Ovada begann die Straße nun nach rund 115 Kilometern leicht anzusteigen und führte über Rossiglione und Campo Ligure auf den Passo del Turchino. Dieser markierte mit einer Höhe von 532 Metern den höchsten Punkt des Rennens, wobei er nur auf den letzten zwei Kilometern Steigungsprozente von über 5 % aufweist. Nun folgte eine rund 12 Kilometer lange Abfahrt, ehe die Fahrer die Italienische Riviera bei Voltri nahe Genua erreichten. Im Anschluss drehte die Fahrtrichtung gen Westen und die Strecke führte entlang der Ligurischen Küste auf der Via Aurelia (SS1) über Varazze und Savona nach Albenga, das nach 224,4 Kilometern durchfahren wurde.
Etwa 50 Kilometer vor dem Ziel folgten drei kurze Anstiege (Capo Mele, Capo Cervo und Capo Berta), ehe es über Imperia nach San Lorenzo al Mare ging, wo der Anstieg der Cipressa (234 m) begann. Die Auffahrt war 5,6 Kilometer lang und wies ihre höchsten Steigungsprozente von rund 5 % auf den ersten 3,8 Kilometern auf. Nachdem die Kuppe 21,7 Kilometer vor dem Ziel überquert worden war, führte eine kurze Abfahrt zurück zur SS1, ehe ein rund neun Kilometer langes Flachstück folgte. Über Arma di Taggia ging es zur Einfahrt in die Schlusssteigung des Poggio di Sanremo (160 m), die rechts auf die schmalere Via Duca D’Aosta abzweigte. Mit einer Durchschnittssteigung von 3,7 % auf einer Länge von 3,7 Kilometern ist der Poggio di Sanremo zwar eher moderat, doch drei Kehren und Angriffe im Fahrerfeld sorgten meist für eine Selektion im oberen Teil des Anstiegs. Nachdem die Kuppe 5,6 Kilometer vor dem Ziel überquert worden war, ging es in eine technisch anspruchsvolle Abfahrt, die über sechs Kehren und zahlreiche schnelle Kurven zurück auf die SS1 führte. Die letzten drei Kilometer verliefen auf flachen Straßen durch Sanremo, wobei die Fahrer auf dem letzten Kilometer eine Links- und eine Rechtskurve durchfuhren, ehe sie die Zielgerade auf der Via Roma erreichten, die rund 700 Meter lang war.

## Rennverlauf & Ergebnis
Frühe Rennphase
Die Fahrer gingen bei 8 Grad und leichtem Regen in Pavia an den Start. Nachdem das Rennen freigegeben worden war, kam es zu den ersten Angriffen, wobei sich zunächst keine Gruppe entscheidend absetzen konnte. Nachdem sich in der frühen Rennphase zwei kleinere Ausreißergruppen gebildet hatten, formierte sich nach rund 50 Kilometern die Gruppe des Tages, in der mit Mathis Le Berre, Alessandro Verre (beide Arkéa-B&B Hotels), Baptiste Veistroffer (Lotto), Kristian Sbaragli, Mark Stewart, Tommaso Nencini (alle Solution Tech-Vini Fantini), Martin Marcellusi und Filippo Turconi (VF Group-Bardiani CSF-Faizanè) acht Fahrer vertreten waren. Die Gruppe fuhr einen maximalen Vorsprung von rund sechs Minuten, wobei die Alpecin-Deceuninck Mannschaft den Großteil der Nachführarbeit leistete.
Nachdem die Küste erreicht worden war, hörte es auf zu regnen, und die Temperaturen legten etwas zu. Der Vorsprung der Ausreißer war unterdessen auf rund zweieinhalb Minuten geschmolzen, ehe mit dem Capo Mele der erste von drei kurzen Anstiegen erreicht wurde. Hier kamen Laurence Pithie (Red Bull-Bora-hansgrohe) und Neilson Powless (EF Education-EasyPost) zu Sturz, wobei beide das Rennen fortsetzen konnten. Auch der Vorjahressieger Jasper Philipsen (Alpecin-Deceuninck) wurde aufgrund eines Defekts kurzzeitig abgehängt. Nach dem Capo Cervo zerfiel die Ausreißergruppe rund 40 Kilometer vor dem Ziel im Anstieg des Capo Berta. Mit Martin Marcellusi behauptete sich jedoch ein Fahrer an der Spitze des Rennens, ehe er mit der Einfahrt in die Cipressa 27 Kilometer vor dem Ziel eingeholt wurde.
Vorentscheidung auf der Cipressa
Bei der Einfahrt der Cipressa kam es im vorderen Teil des Hauptfelds zu einem Sturz, in den die beiden Franzosen Aurélien Paret-Peintre (Decathlon AG2R La Mondiale) und Damien Touzé (Cofidis) involviert waren. Da die schmale Straße durch die gestürzten Fahrer blockiert wurde, kam es zu einem Stau, und das Fahrerfeld zog sich auf den ersten Metern des Anstiegs in die Länge. Rasch übernahm Tim Wellens (UAE Team Emirates-XRG) die Tempoarbeit, während sich seine Teamkollegen Tadej Pogačar und Jhonatan Narváez an die Spitze des Feldes arbeiteten. Nach Tim Wellens forcierte Jhonatan Narváez das Tempo erneut und bereitete so einen Angriff von Tadej Pogačar vor, während aufgrund des hohen Tempos die ersten Lücken zwischen den hinteren Fahrern aufgingen. Rund 25 Kilometer vor dem Ziel trat der Weltmeister an, wobei ihm nur Filippo Ganna (Ineos Grenadiers), Mathieu van der Poel (Alpecin-Deceuninck) und Romain Grégoire (Groupama-FDJ) folgen konnten. Letzterer wurde jedoch kurz darauf distanziert, und auch Filippo Ganna konnte nur mit Schwierigkeiten dem Tempo von Tadej Pogačar folgen. Auf der Kuppe betrug der Vorsprung des Führungstrios schließlich rund 30 Sekunden auf eine 16 Fahrer umfassende Verfolgergruppe.
In der Abfahrt hielt Tadej Pogačar das Tempo weiter hoch, sodass das Führungstrio seinen Vorsprung auf rund eine Minute ausbauen konnte. Auf dem nachfolgenden Flachstück arbeiteten die drei Spitzenreiter gut zusammen, während sich dahinter eine größere Gruppe formierte, die im Kampf um den Sieg jedoch keine Rolle mehr spielen sollte.
Finale Rennphase
Mit der Einfahrt des Poggio griff Tadej Pogačar erneut an, konnte Mathieu van der Poel jedoch nicht distanzieren, während Filippo Ganna rasch den Kontakt zu seinen beiden Fluchtgefährten verlor. Nun folgte eine Serie von Angriffen des Weltmeisters, wobei er Mathieu van der Poel nicht abschütteln konnte. Kurz vor der Kuppe trat der Niederländer selbst an, konnte vor der Abfahrt jedoch ebenfalls keine entscheidende Lücke herausfahren. Filippo Ganna ging mit einem Rückstand von rund acht Sekunden in die abschließende Abfahrt und konnte auf dem nachfolgenden Flachstück die Lücke zu den beiden Spitzenreitern auf dem letzten Kilometer schließen. Nun drosselten die drei Fahrer das Tempo, um sich für den Sprint zu positionieren. Rund 300 Meter vor dem Ziel trat Mathieu van der Poel als Erster an und setzte sich überlegen vor Filippo Ganna und Tadej Pogačar durch. Die ersten Verfolger erreichten das Ziel mit einem Rückstand von 43 Sekunden, wobei sich Michael Matthews im Kampf um den vierten Platz aus einer 37 Fahrer umfassenden Gruppe vor Kaden Groves (Alpecin-Deceuninck) und Magnus Cort Nielsen (Uno-X Mobility) durchsetzte.
| Platz | Fahrer                | Nation | Team                    | Zeit                   |
| ----- | --------------------- | ------ | ----------------------- | ---------------------- |
| 01.   | Mathieu van der Poel  | NED    | Alpecin-Deceuninck      | 6:22:53 h (45,28 km/h) |
| 02.   | Filippo Ganna         | ITA    | Ineos Grenadiers        | "                      |
| 03.   | Tadej Pogačar         | SLO    | UAE Team Emirates-XRG   | "                      |
| 04.   | Michael Matthews      | AUS    | Team Jayco AlUla        | + 0:43 min             |
| 05.   | Kaden Groves          | AUS    | Alpecin-Deceuninck      | "                      |
| 06.   | Magnus Cort Nielsen   | DEN    | Uno-X Mobility          | "                      |
| 07.   | Mads Pedersen         | DEN    | Lidl-Trek               | "                      |
| 08.   | Olav Kooij            | NED    | Team Visma-Lease a Bike | "                      |
| 09.   | Matteo Trentin        | ITA    | Tudor Pro Cycling Team  | "                      |
| 10.   | Fred Wright           | GBR    | Bahrain Victorious      | "                      |
| 11.   | Mike Teunissen        | NED    | XDS Astana Team         | "                      |
| 12.   | Corbin Strong         | NZL    | Israel-Premier Tech     | "                      |
| 13.   | Isaac Del Toro        | MEX    | UAE Team Emirates-XRG   | "                      |
| 14.   | Biniam Girmay         | ERI    | Intermarché-Wanty       | "                      |
| 15.   | Alex Aranburu         | ESP    | Cofidis                 | "                      |
| 16.   | Ben Tulett            | GBR    | Team Visma-Lease a Bike | "                      |
| 17.   | Mikkel Frølich Honoré | DEN    | EF Education-EasyPost   | "                      |
| 18.   | Edoardo Zambanini     | ITA    | Bahrain Victorious      | "                      |
| 19.   | Maxim Van Gils        | BEL    | Red Bull-Bora-hansgrohe | "                      |
| 20.   | Jon Barrenetxea       | ESP    | Movistar Team           | "                      |

## Vergabe der UCI-Punkte
Mailand–Sanremo 2025 ist Teil der UCI WorldTour 2025. Nach dem Rennen wurden UCI-Punkte vergeben, die sich auf die Platzierung der Fahrer und Mannschaften im UCI Ranking auswirkten. Die Punktevergabe erfolgte nach folgendem Schlüssel:
| Platzierung  | 1.  | 2.  | 3.  | 4.  | 5.  | 6.  | 7.  | 8.  | 9.  | 10. | Anmerkung                               |
| ------------ | --- | --- | --- | --- | --- | --- | --- | --- | --- | --- | --------------------------------------- |
| Tageswertung | 800 | 640 | 520 | 440 | 360 | 280 | 240 | 200 | 160 | 135 | gestaffelt bis zum 60. Platz (5 Punkte) |